# Francesca Albanese
Francesca Paola Albanese (Ariano Irpino, Campania; 30 de marzo de 1977) es una abogada y académica internacional italiana. El 1 de mayo de 2022 fue nombrada relatora especial de las Naciones Unidas para los Territorios Palestinos ocupados por un periodo de tres años, que fueron posteriormente renovados por otros tres. Es la primera mujer en ocupar dicho cargo.
Albanese nació en 1977 en Ariano Irpino (Italia). Tiene una licenciatura en derecho con honores de la Universidad de Pisa y una maestría en derechos humanos de la Universidad SOAS de Londres, y está completando su doctorado en Derecho Internacional de los Refugiados en la Facultad de Derecho de la Universidad de Ámsterdam. Es becaria afiliada en el Instituto para el Estudio de la Migración Internacional de la Universidad de Georgetown, asesora principal sobre migración y desplazamiento forzado en la organización sin fines de lucro Renacimiento Árabe para la Democracia y el Desarrollo (ARDD), e investigadora en el Instituto Internacional de Estudios Sociales de la Universidad Erasmus de Róterdam.
Es una firme opositora de la ocupación israelí de Palestina, recomendó en su primer informe que los Estados miembros de la ONU desarrollen «un plan para poner fin a la ocupación colonial israelí y al régimen de apartheid». Después de la invasión israelí de la Franja de Gaza en 2023, Albanese pidió un alto el fuego inmediato y advirtió que los palestinos en Gaza corrían el riesgo de una «limpieza étnica masiva». El 26 de marzo de 2024, informó al Consejo de Derechos Humanos de la ONU que las acciones de Israel en Gaza equivalían a un genocidio.

## Carrera
Albanese se licenció en Derecho con matrícula de honor en la Universidad de Pisa, obtuvo una maestría en Derechos Humanos por la Universidad SOAS de Londres, y está terminando su doctorado en Derecho Internacional de Refugiados en la Facultad de Derecho de la Universidad de Ámsterdam. Es académica afiliada del Instituto para el Estudio de Migración Internacional de la Universidad de Georgetown, asesora principal sobre migración y desplazamiento forzado de la organización sin fines de lucro Renacimiento Árabe para la Democracia y el Desarrollo (ARDD), e investigadora del Instituto Internacional Instituto de Estudios Sociales de la Universidad Erasmus de Róterdam. Ampliamente publicado, cofundó en ARDD la Red Global sobre la Cuestión de Palestina. En 2020, ella y Lex Takkenberg escribieron el libro Palestina Refugiados en el Derecho Internacional, publicado por Oxford University Press.
Trabajó durante una década como experta en derechos humanos para las Naciones Unidas (ONU), incluida la Oficina del Alto Comisionado de las Naciones Unidas para los Derechos Humanos y la Agencia de Trabajo y Socorro de las Naciones Unidas para los Refugiados de Palestina. Durante este período, asesoró a la ONU, a los gobiernos y a la sociedad civil en las regiones del Medio Oriente, África del Norte y Asia Pacífico sobre los derechos humanos y su aplicación y normas, particularmente para grupos vulnerables como refugiados y migrantes. Imparte conferencias sobre derecho internacional y desplazamiento forzado en universidades europeas y árabes, así como conferencias y eventos públicos sobre el conflicto palestino-israelí.
El 18 de octubre de 2022, recomendó en su primer informe que los Estados miembros de la ONU desarrollaran «un plan para poner fin a la ocupación colonial de colonos israelíes y al régimen de apartheid». El informe concluía: «Las violaciones descritas en el presente informe exponen la naturaleza de la ocupación israelí, la de un régimen intencionalmente adquisitivo, segregacionista y represivo diseñado para impedir la realización del derecho del pueblo palestino a la autodeterminación».

## Relatora especial de las Naciones Unidas para los Territorios Palestinos ocupados
Su nombramiento como relatora especial de la ONU sobre los Territorios Palestinos ocupados, segunda italiana (después de Giorgio Giacomelli) y primera mujer en ocupar este cargo, generó polémica por sus declaraciones pasadas sobre el Holocausto y el grupo de presión judío, que el Ministerio de Asuntos Exteriores de Israel, Susan Heller Pinto de la Liga Antidifamación, y Michele Taylor, la embajadora estadounidense ante el Consejo de Derechos Humanos, sugirieron que eran de naturaleza antisemita. Albanese dijo que no es antisemita y que sus críticas a Israel están relacionadas con su ocupación de los Territorios Palestinos.
Fue noticia por un comentario realizado en 2014 en el que describió a Estados Unidos como «subyugados por el lobby judío» y a Europa por un «sentimiento de culpa por el Holocausto», argumentando que ambos «condenan a los oprimidos» en el conflicto.
En diciembre de 2022, sesenta y cinco estudiosos del antisemitismo, el Holocausto y estudios estudios judíos declararon: «Es evidente que la campaña contra [Albanese] no se trata de combatir el antisemitismo actual. Se trata esencialmente de esfuerzos por silenciarla y socavar su mandato como una alta funcionaria de la ONU que informa sobre las violaciones de los derechos humanos y el derecho internacional por parte de Israel».
En enero de 2023, una declaración de 116 organizaciones de derechos humanos y de la sociedad civil, instituciones académicas y grupos elogió los «incansables esfuerzos de Albanese para proteger los derechos humanos en los TPO y crear conciencia sobre las alarmantes violaciones diarias de los derechos palestinos».
En febrero de 2023, un grupo bipartidista de dieciocho miembros del Congreso de los Estados Unidos urgió que fuera destituida de su cargo debido a «su antisemitismo, sus prejuicios antiisraelíes» y «a su falta de imparcialidad». Posteriormente, ochocientos cincuenta académicos de distintos países del mundo, incluido Israel, integrantes de la organización Academia for Equality, en un comunicado pidieron al Gobierno estadounidense que se disculpe con Albanese por acusarla de antisemitismo «y por poner en peligro su misión». Además, recalcaron que este tipo de difamaciones «se usan frecuentemente como arma para socavar cualquier crítica a Israel y la defensa de los derechos de los palestinos».
En medio de los continuos esfuerzos para destituirla de su cargo, principalmente de Israel y de su principal aliado Estados Unidos, el 26 de abril Amnistía Internacional Italia publicó una carta de apoyo firmada por decenas de grupos de derechos humanos, parlamentarios, juristas y académicos italianos. El 27 de abril, tres ex titulares del cargo instaron públicamente a la ONU a defenderla y dijeron que había sido «el blanco de ataques que han sido "calumniosos" y "personales"». El 3 de mayo, tuiteó que «vio también muchas muertes [de palestinos], demasiada arbitrariedad, cero rendición de cuentas» y enfrentó acusaciones por su trabajo para abordar estos abusos.
En julio de 2023, durante la 30.ª reunión del 53.º período ordinario de sesiones del Consejo de Derechos Humanos de la ONU, presentó un informe acusando a Israel de convertir Cisjordania en una prisión al aire libre. El informe decía que desde 1967, más de 800.000 palestinos, incluidos niños de tan solo doce años, han sido arrestados y detenidos por las autoridades israelíes. Al informar a los periodistas, dijo: «No hay otra manera de definir el régimen que Israel ha impuesto a los palestinos —que es un apartheid por defecto— que no sea una prisión al aire libre». Israel no estuvo presente en la presentación pero rechazó las conclusiones.

### Guerra de Gaza
Durante la guerra de Gaza, pidió un alto el fuego inmediato y advirtió que «los palestinos corren un grave peligro de sufrir una limpieza étnica masiva». Ella afirmó además que la comunidad internacional debe «prevenir y proteger a las poblaciones de crímenes atroces», y que «la rendición de cuentas por los crímenes internacionales cometidos por las fuerzas de ocupación israelíes y Hamás también debe perseguirse inmediatamente».
Después de que Sudáfrica demandara a Israel por las presuntas violaciones por parte de Israel de sus obligaciones en virtud de la Convención sobre el Genocidio de 1948 y el derecho internacional, varios expertos de las Naciones Unidas, entre ellos Francesca Albanese, recibieron con satisfacción el comienzo de las audiencias. «Elogiamos a Sudáfrica por llevar este caso ante la CIJ en un momento en que los derechos de los palestinos de Gaza están siendo violados con impunidad».
En febrero de 2024, el presidente francés, Emmanuel Macron, describió el ataque del 7 de octubre como «la mayor masacre antisemita de nuestro siglo». Albanese respondió en Twitter que «las víctimas de la masacre del 7 de octubre fueron asesinadas no por su judaísmo, sino en respuesta a la opresión israelí». El Ministerio de Asuntos Exteriores francés condenó sus comentarios y el gobierno israelí declaró a Albanese persona non grata en Israel y le negó su futura entrada al país. En respuesta a las reacciones, Albanese dijo: «Lamento que algunos hayan interpretado mi tuit como una "justificación" de los crímenes de Hamás, que he condenado enérgicamente varias veces. Rechazo todas las formas de racismo, incluido el antisemitismo. Sin embargo, etiquetar estos crímenes como "antisemitas" oscurece la verdadera razón por la que ocurrieron». También solicitó no desviar la atención de las «atrocidades» cometidas por el Ejército israelí en la Franja de Gaza que según la Corte Internacional de Justicia (CIJ) «constituye plausiblemente un genocidio». Según dijo el reciente anuncio de prohibir su entrada en el país es «simbólico y engañoso».

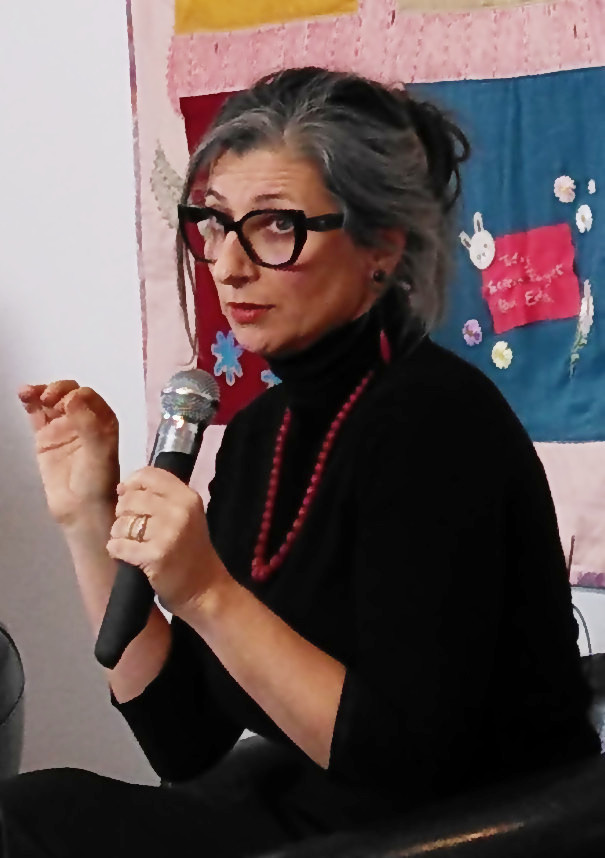
Francesca Albanese en un evento en Berlín

El 26 de marzo de 2024, presentó en la 55.ª sesión del Consejo de Derechos Humanos de la ONU el informe «Anatomía de un Genocidio» de veinticinco páginas, donde expone que existen «motivos razonables» para concluir que Israel comete de forma intencionada al menos tres «actos genocidas» definidos como tales por la Convención para la Prevención y la Sanción del Delito de Genocidio de 1948. Afirmó que «hay motivos razonables para creer que se ha alcanzado el umbral que indica la comisión del crimen de genocidio contra los palestinos como grupo en Gaza. En concreto, Israel ha cometido tres actos de genocidio con la intención requerida: causar graves daños físicos o mentales a miembros del grupo; infligir deliberadamente al grupo condiciones de vida calculadas para provocar su destrucción física total o parcial; imponer medidas destinadas a impedir los nacimientos dentro del grupo».
En dicho informe solicitó sanciones y un embargo de armas contra Israel. Fue una de los muchos expertos de la ONU que se pronunciaron contra la venta de armas a Israel en junio de 2024 para utilizarlas en el conflicto de Gaza. Los expertos advirtieron a los proveedores de armas y a las empresas financieras que estarían implicados en violaciones de derechos humanos. Entre los firmantes de la advertencia se encuentran las relatoras especiales Paula Gaviria Betancur, Tlaleng Mofokeng y Margaret Satterthwaite. Además, en el informe señala el contexto colonial de prácticas genocidas que resultan en la «destrucción y reemplazo de pueblos indígenas» y recomienda la «reconstitución del Comité Especial de las Naciones Unidas contra el Apartheid» para abordar la situación en Palestina.
Durante una sesión informativa sobre las responsabilidades jurídicas internacionales para prevenir el genocidio, Albanese dijo que, dada la forma en que Israel se está comportando actualmente, es hora de considerar la suspensión de sus credenciales como Estado miembro, de conformidad con el Artículo 6 de la Carta de las Naciones Unidas.
El 3 de noviembre, solicitó a los Estados miembro de la ONU que suspendan todas sus relaciones con Israel para forzar un alto el fuego en la guerra de Gaza, además insistió en que la campaña de bombardeos de Israel es «una conducta dirigida a destruir la posibilidad de vivir en Gaza y también a infligir sufrimiento físico y mental, con la intención de producir esta destrucción». También aseguró que el derecho a la autodefensa de Israel no se aplica a esta guerra «Israel tiene el derecho de protegerse en su territorio, de proteger a sus ciudadanos y ciudadanas, pero no tiene el derecho de hacer la guerra a la población ocupada, a la población que mantiene bajo ocupación desde 1967».
El 8 de noviembre, el Alto Comisionado de Naciones Unidas para los Derechos Humanos, Volker Turk, denunció que Francesca Albanese, había sido objeto de amenazas, así como su familia y colegas. Turk lamentó que «incluso frente a los desacuerdos más feroces, ataques como los que hemos visto recientemente contra la relatora, en los que su seguridad, la de sus familiares y colegas está amenazada, son inaceptables».
El 30 de febrero de 2025, solicitó públicamente a España que impida la transferencia de armamento desde territorio español hasta Israel, donde el Ejército israelí continúa lanzando ataques contra los palestinos. Además, explicó que seguir permitiendo estos envíos «no solo constituiría una contravención del Artículo 1 Común de la Convención de Ginebra, sino también una violación de las obligaciones de los Estados de poner fin a la ocupación ilegal de Palestina por parte de Israel y de prevenir y detener el genocidio, tal y como lo determina la Corte Internacional de Justicia». Albanese hizo estas declaraciones en respuesta a la información publicada por ElDiario.es, donde desvela que más de 60.000 piezas de armamento salieron en aviones desde España a Israel en una ruta que continúa en 2025.
En marzo de 2025, Betar, una organización sionista de extrema derecha, amenazó a Albanese con un ataque con un buscapersonas durante su visita a Londres. El grupo publicó un comunicado en Twitter: «Únanse a nosotros para darle a Francesca un [emoji de buscapersonas] en Londres el martes». El emoji del buscapersonas hace referencia a los ataques israelíes con buscapersonas de 2024 en el Líbano.
El día 3 de julio de 2025, Francesca Albanese, presentó ante el Consejo de Derechos Humanos de la ONU, un informe titulado «De la economía de ocupación a la economía de genocidio», en el que afirmaba que el genocidio en Gaza continuaba «porque es lucrativo para muchos». En su informe, enumeraba a más de 60 empresas, entre ellas IBM, Microsoft, Alphabet, Amazon, Volvo y Google, que, según las investigaciones de su equipo, están involucradas en el apoyo a los asentamientos israelíes y las acciones militares en Gaza, violando el derecho internacional. En su informe, Albanese urgió a la Corte Penal Internacional a investigar a los altos cargos de estas empresas y a las propias entidades «por su implicación en la comisión de violaciones del derecho internacional» y en el lavado de dinero obtenido mediante los crímenes que denuncia.
Como consecuencia directa de sus críticas al genocidio en Gaza, y como ya había pasado anteriormente con jueces y fiscales de la Corte Penal Internacional, Francesca Albanese fue sancionada por el gobierno estadounidense con el bloqueo de bienes y activos y la prohibición de entraren el país. En concreto, Estados Unidos acusó a Albanese de «colaboración directa» con la Corte Penal Internacional para «investigar, detener, encarcelar o procesar a ciudadanos de Estados Unidos o Israel, sin el consentimiento de estos dos países».

## Premios y condecoraciones
En abril de 2023, recibió el Premio Internacional Stefano Chiarini (en italiano: Premio Internazionale Stefano Chiarini) en reconocimiento al trabajo periodístico que cubre en Palestina y Medio Oriente.
Fue elegida como la Persona del Año de la ONU de 2024 por la publicación digital independiente, Passblue, que supervisa e informa sobre las actividades de las Naciones Unidas. Dicha revista dijo que Albanese y los otros nominados «demostraron un fuerte liderazgo en 2024 para defender la Carta de las Naciones Unidas, defender los derechos humanos universales, actuar para garantizar el derecho internacional humanitario y promover la paz y la no violencia en todo el mundo».
El 12 de febrero de 2025, recibió el Premio Dries van Agt otorgado por el The Rights Forum, que honra a personas y organizaciones que tienen un fuerte compromiso con los derechos humanos y el derecho internacional en Palestina.
En 2025 recibió el Premio Público 2025 en la categoría de Personaje del Año.

## Vida personal
Albanese, de nacionalidad italiana, tiene dos hijos. Está casada con Massimiliano Calì, un funcionario del Banco Mundial desde 2012 que trabajó brevemente en el Programa de las Naciones Unidas para el Desarrollo en apoyo del Ministerio de Economía palestino en 2011.